# X-Forwarded-For

Logo HTTP

X-Forwarded-For (XFF) je HTTP hlavička obvykle používaná k identifikaci původní IP adresy klienta, který se k webovému serveru připojuje skrze HTTP proxy anebo load balancer.
XFF HTTP hlavička byla poprvé představena cachujícím proxy serverem Squid, následné RFC bylo navrženo společností Internet Engineering Task Force (IETF).
X-Forwarded-For je také e-mailovou hlavičkou, která indikuje, že byla e-mailová zpráva přeposlána z jednoho nebo více e-mailových účtů (pravděpodobně automaticky).
Bez použití XFF anebo obdobné technologie se jakékoliv připojení skrze cachující proxy server (například ten provozovaný poskytovatelem internetového připojení) jeví jako provedené z jediné IP adresy (té, která patří onomu proxy serveru), což by daný proxy server „převedlo“ na anonymizační službu, což by znesnadnilo prevenci zneužívání cílových webových serverů.

## Alternativy
V roce 2004 vyšlo RFC 7239, které standardizovalo novou hlavičku Forwarded s obdobným účelem, avšak v porovnání s XFF s větším množstvím možností. Příklad syntaxe hlavičky Forwarded:
```
Forwarded: for=192.0.2.60; proto=http; by=203.0.113.43

```